# دنیس سربنی
دنیس سربنی (انگلیسی: Dennis Srbeny؛ زادهٔ ۵ مهٔ ۱۹۹۴) بازیکن فوتبال اهل آلمان است.
از باشگاه‌هایی که در آن بازی کرده‌است می‌توان به باشگاه فوتبال هانزا روستوک، باشگاه فوتبال دینامو برلینر، و باشگاه فوتبال نوریچ سیتی اشاره کرد.